# 階梯光柵
階梯光柵（英語：Echelle grating，來自法語échelle，階梯）是一種刻線密度較低，但刻線的形狀是針對高入射角設計的，即具有高繞射階數的一類衍射光栅。較高的高繞射階數可以使光譜進一步發生色散，從而為探測器提供更詳細的特征分辨能力。階梯光柵和其他類型的繞射光柵一樣使用於光譜儀與其他類似儀器。階梯光柵最常用在高解析度橫向色散攝譜儀，尤其是太陽系外行星探測器上，例如高精度徑向速度行星搜索器（HARPS）、印度物理研究實驗室先進徑向速度全天巡天（PARAS）等許多天文儀器。一般可分为大、中、小三种。一般而言，每毫米内刻10条线以下的叫大阶梯光栅。每毫米内刻10至400条线，称之为中阶梯光栅。400条以上的称之为小阶梯光栅。

階梯光柵攝譜儀圖解：第一個標準光柵使入射光發生單一低階數繞射，而階梯光柵則使得出射光發生進一步繞射。兩組繞射元件以正交方式排列安裝，使射向階梯光柵的光發生橫向色散。因為每階獨立光譜所在的亮區只由全部光譜中的部份波段照亮，只會有部分光譜階會形成重疊光譜（例如圖中綠色線位於紅色區域）。

## 發展歷史
掠射角光柵的最早概念起源於1898年由阿尔伯特·迈克耳孙提出，並且該型光柵被稱為「echelon」。然而，這概念並未實現，直到1923年才出現現代形式的階梯光柵光譜儀；即高解析度光柵以交叉低色散形式串聯排列。這個配置是由長岡半太郎等人所發現，之後的設計都與長岡所提出的極為類似。

## 原理
和其他種繞射光柵一樣的是，階梯光柵在概念上同樣是由許多寬度與所繞射光源的波長相近的狹縫所組成。垂直入射標準光柵的單一波長光線會在特定角度被繞射到中央零階和連續的高階區域，繞射程度取決於光柵密度與波長比和選擇的階數而定。各高階繞射的分離角度單調遞減且達到極為接近的程度，但低階部分會完全分離。繞射圖案的強度可以透過改變光柵傾斜角改變。反射光柵的部分（光柵孔被高反射率平面取代）可以傾斜以散射大部分光源到使用者需要的方向（以及特定繞射階數）。對於多波長光源是可以實現的，但較高階的長波長繞射光可能覆蓋較短波長的較低一階光線，這通常是使用者不想要發生的副作用。
然而，階梯光柵的設計則是故意讓較高階繞射光線覆蓋，並且閃爍狀態被優化以應用在多個高階繞射光重疊的狀態。因為重疊光線無法直接應用，必須在光路上再垂直裝設一個二次色散元件（光柵或棱鏡）才能在光束路徑上以按照階數分開不同階繞射光線或交叉分離。因此，產生的光譜會是一整條投影在特定成像面，包含不同波長，但有少數區域重疊的連續性多波段帶狀傾斜圖案。正是這樣的設計可克服寬波段高解析度光譜設備成像問題。因此常用於極長的線性感測器陣列或者會產生強散焦像差等其他種類像差的光學系統使用。階梯光柵讓容易製造的二維感測器陣列是可行的，並因此減少了量測時間與增加效率。

## 外部連結
- High Resolution Echelle Spectrometer Introduction at HIRES website （页面存档备份，存于）
- Spectroscopy on Small Telescopes: The Echelle Spectrograph, by Martin J. Porter[永久]